# باشگاه فوتبال تام یونایتد
باشگاه فوتبال تام یونایتد (به انگلیسی: Thame United Football Club) یک باشگاه فوتبال در شهر تام (انگلستان)، کشور انگلستان است که در سال ۱۸۸۳ میلادی تأسیس شده‌است.